# William Howe (naturalista)
William Howe (1620 – 1656) è stato un naturalista britannico floruit nel 1650.

## Biografia
Molto poco si conosce della sua vita, di dove sia nato e morto. Le uniche notizie riguardano la pubblicazione di un trattato dal titolo Phytologia Britannica, natales exhibens indigenarum stirpium sponte emergentium pubblicato nel 1650. Il trattato fu la prima pubblicazione conosciuta sulla flora delle Isole britanniche. Sulla base di questo trattato il naturalista Christopher Merret pubblicò il suo Pinax rerum naturalium britannicarum nel 1667.